# 10380 Берволд
10380 Берволд (10380 Berwald) — астероїд головного поясу, відкритий 8 серпня 1996 року.
Тіссеранів параметр щодо Юпітера — 3,305.